# Ravone
Il Ravone è un torrente che attraversa la città di Bologna, lambendone il lato a occidente del centro storico.

## Percorso
Nasce sui colli bolognesi, presso il Parco Cavaioni. I primi 4 chilometri sono scoperti, dopodiché il torrente entra in uno scatolare e attraversa coperto il quartiere Porto-Saragozza, incrociando via Saragozza, via Andrea Costa, via Sabotino e via Aurelio Saffi. Dopo circa 6 chilometri dalla sorgente incrocia il canale di Reno, e successivamente la canaletta della Ghisilera. Dopo circa 7 chilometri torna ad essere scoperto, per poi sfociare nel Reno, dopo un percorso di 9,7 km.
È, assieme all'Aposa, uno dei principali torrenti che attraversano la città e che, con i più estesi Reno e Savena, rifornivano la città di Bologna di acqua potabile.